# Lusitanops dictyota
Lusitanops dictyota é uma espécie de gastrópode do gênero Lusitanops, pertencente a família Raphitomidae.